# Conseil de Tasman
Pour les articles homonymes, voir Tasman.
Le Conseil de Tasman est une zone d'administration locale située dans le sud-est de la Tasmanie en Australie. Il est formé de deux presqu'îles: Tasman et Forestier.
Il abrite les villes de Port Arthur, Nubeena et Koonya. 